# Şinçay
Şinçay är ett vattendrag i Azerbajdzjan.   Det ligger i distriktet Şəki Rayonu, i den centrala delen av landet, 250 km väster om huvudstaden Baku.
Trakten runt Şinçay består i huvudsak av gräsmarker. Runt Şinçay är det ganska glesbefolkat, med 47 invånare per kvadratkilometer.